# Grefrath (Neuss)

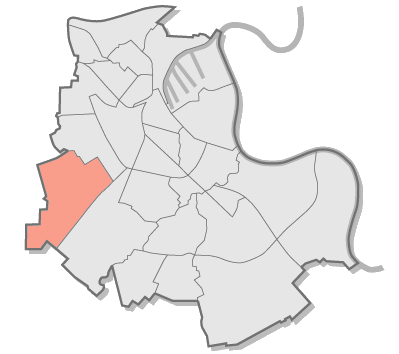
Położenie Grefrath w Neuss

Grefrath – dystrykt (Bezirk) miasta Neuss, w Niemczech, w kraju związkowym Nadrenia Północna-Westfalia, w rejencji Düsseldorf, w powiecie Rhein-Kreis Neuss.

## Położenie
Grefrath położony jest w zachodniej części miasta. Na północ znajduje się mała miejscowość Dirkes, a niewiele na północny zachód Büttgen. Na wschodzie zlokalizowano składowisko odpadów, tuż obok Lanzerath, dzielnicy miasta Bad Münstereifel. Grefrath ograniczony jest na południu przez drogę krajową B230, pod którą prowadzi tunel do Röckrath. Na zachód leży Lüttenglehn.

## Historia
Do 31 grudnia 1974 samodzielna gmina, od 1 stycznia 1975 Grefrath jest dystryktem miasta Neuss.

## Demografia
- 1816 -   776 mieszkańców
- 1832 -   796 mieszkańców
- 1852 -   891 mieszkańców
- 1895 -   938 mieszkańców
- 1910 - 1 427 mieszkańców
- 1925 - 1 334 mieszkańców
- 1950 - 1 189 mieszkańców
- 1961 - 1 084 mieszkańców
- 2002 - 3 569 mieszkańców (łącznie z Lanzerath, Dirkes, Röckrath)
- 2006 - 3 814 mieszkańców

## Osoby urodzone w Grefrath
- Mathias Weber (1778-1803)

## Transport
Niedaleko od Grefrath przebiega autostrada A46, na którą można dostać się wjazdem Neuss-Holzheim. Na południe od Grefrath przebiega droga krajowa B230 do Mönchengladbach. Grefrath jest podłączony do publicznej sieci komunikacji podmiejskiej liniami autobusowymi 843, 864 i 870.